# Pumped Up Kicks
Pumped Up Kicks – piosenka wykonana przez indierockowy zespół amerykański Foster the People. Singiel ten zadebiutował 14 września 2010 roku. Klip do tej produkcji zdobył w 2011 roku nominację do Najlepszy teledysk rockowy oraz Najlepszy debiut.
Według lidera i wokalisty zespołu, Marka Fostera, „Pumped Up Kicks” jest historią dzieciaka, który planuje na kimś swoją zemstę.